# Deuteronilus
Deuteronilus  è una caratteristica di albedo della superficie di Marte.